# Нукаевский сельсовет
Нукаевский сельсовет — муниципальное образование в Кугарчинском районе Башкортостана.
Административный центр — село Нукаево.

## История
Согласно Закону о границах, статусе и административных центрах муниципальных образований в Республике Башкортостан имеет статус сельского поселения.

## Население
| 2002 | 2009 | 2010 | 2012 | 2013 | 2014 | 2015 |
| ---- | ---- | ---- | ---- | ---- | ---- | ---- |
| 603  | ↗618 | ↘547 | ↘524 | ↘499 | ↘473 | ↘453 |
| 2016 | 2017 | 2018 |      |      |      |      |
| ↘415 | ↘401 | ↗404 |      |      |      |      |

## Состав сельского поселения
| № | Населённый пункт | Тип населённого пункта       | Население |
| - | ---------------- | ---------------------------- | --------- |
| 1 | Нукаево          | село, административный центр | ↘298      |
| 2 | 1-е Тукатово     | деревня                      | ↗147      |
| 3 | Бустубаево       | деревня                      | ↘83       |
| 4 | 2-е Тукатово     | деревня                      | ↘19       |